# Пальма, Пьеро де
Пьеро де Пальма (итал. Piero de Palma, 1925—2013) — итальянский оперный певец (тенор). Наиболее известен в качестве исполнителя партий компримарио.
Де Пальма начал сольную оперную карьеру в 1948 году выступлением на радио RAI. До этого певец вёл концертную деятельность и работал в хоре. Сценический дебют состоялся в 1952 году в неаполитанском театре Сан-Карло, где де Пальма регулярно выходил на сцену вплоть до 1980 года. Вскоре певца услышали в Римской опере и на Флорентийском музыкальном мае, и затем стали поступать приглашения от театров по всей Италии: де Пальма выступал в Генуе, Палермо, Катании, Триесте, Бергамо, участвовал в спектаклях в Термах Каракаллы и на Арена ди Верона. В 1958 году Пьеро де Пальма дебютировал в Ла Скала. Несколько сезонов певец выступал в Оперном театре Далласа, а на сцену Метрополитен-оперы вышел лишь в 1992 году («Фальстаф» Дж. Верди), завершая продолжительную сценическую карьеру.
Пьеро де Пальма исполнял преимущественно характерные роли и приобрел репутацию непревзойдённого исполнителя ролей второго плана (компримарио). Он обладал прекрасным голосом, отличной дикцией и был выдающимися актёром. За годы своей карьеры певец исполнил около двухсот ролей, лучшими из которых считаются незабываемый Арлекин («Паяцы» Р. Леонкавалло), Доктор Каюс («Фальстаф») и Понг («Турандот» Дж. Пуччини), примечательны партии дона Базилио («Свадьба Фигаро» В. А. Моцарта), Норманн («Лючия ди Ламмермур» Г. Доницетти), Малькольм («Макбет» Верди), Борса («Риголетто» Верди), Гастон («Травиата» Верди), Кассио («Отелло» Верди), Сполетта («Тоска» Пуччини), Эдмонт («Манон Леско» Пуччини), Горо («Мадам Баттерфляй» Пуччини), Споланцани («Сказки Гофмана» Ж. Оффенбаха) и другие. Де Пальма считался артистом универсальным, способным исполнять роли как традиционного, так и современного репертуара.
С 1950-х до 1980-х годов сделаны более 130 оперных записей с участием Пьеро де Пальма, во многих из них певец исполнил несколько разных партий.
В творчестве де Пальма нашли продолжение традиции таких итальянских мастеров, как Джузеппе Несси и Марио Карлин (а также Меркуриали и Андреолли, которые оказали значительную помощь певцу в начале его оперной карьеры). Он выступал с крупнейшими звёздами оперной сцены своего времени (Мария Каллас, Р. Тебальди, М. Оливеро, Дж. Сазерленд, М. Хорн, Ф. Коссотто, Дж. Симионато, П. Доминго, Л. Паваротти, Х. Каррерас и т.д.).